# Olaf Thetter
Olaf Thetter (* 28. Oktober 1940 in Wien) ist ein österreichisch-deutscher Thoraxchirurg und Hochschullehrer.

## Leben
1966 zum Dr. med. promoviert, war er drei Jahre an der 1. Medizinischen Universitätsklinik des Allgemeinen Krankenhauses der Stadt Wien. Nach einem Studienaufenthalt in der Bakteriologie vom Walter-Reed-Militärkrankenhaus (1968) war er ab 1969 an der 1. Chirurgischen Universitätsklinik in Wien. 1976 wandte er sich im Gottfried von Preyer’schen Kinderspital noch der Kinderchirurgie zu.
1981 wechselte er in die Chirurgie vom Münchner Klinikum Innenstadt. Die Landesversicherungsanstalt  Oberbayern wählte ihn 1985 zum Leitenden Arzt der Abteilung für Thoraxchirurgie am Zentralkrankenhaus Gauting. Seit 1987 an der Ludwig-Maximilians-Universität München habilitiert, erhielt er 1989 ein Extraordinariat für Thoraxchirurgie. Im selben Jahr und 1994 führten ihn Studienaufenthalte nach Amsterdam und Japan und an das Memorial Sloan Kettering Cancer Center in New York. 1999 kehrte er als Chefarzt an die Gautinger Klinik zurück. Als C3-Professor und Gautinger Chefarzt wurde er 2006 pensioniert. Im Klinikum Bogenhausen und im Klinikum München-Schwabing (2008–2014) half er beim Aufbau eines Lungenzentrums. Er schrieb 165 Originalarbeiten, 62 Buchbeiträge und 283 Abstracts und hielt 525 wissenschaftliche Vorträge.

## Fachgesellschaften
1998/99 war er Vorsitzender der Vereinigung der Bayerischen Chirurgen. 2001–2004 vertrat er die Thoraxchirurgie in der Deutschen Gesellschaft für Pneumologie. 2003–2005 war er Präsident der Deutschen Gesellschaft für Thoraxchirurgie und Mitglied des Vorstandes und des Präsidiums der Deutschen Gesellschaft für Chirurgie.

## Auszeichnungen
- Theodor-Billroth-Preis der Österreichischen Gesellschaft für Chirurgie (1987)
- Österreichisches Ehrenkreuz für Wissenschaft und Kunst I. Klasse (2002)
- Verdienstorden der Bundesrepublik Deutschland, Bundesverdienstkreuz 1. Klasse (2007)
- Ehrenmitglied der Deutschen Gesellschaft für Thoraxchirurgie (2017)